# Ligue de pensée française
 (juin 2013).
Si vous disposez d'ouvrages ou d'articles de référence ou si vous connaissez des sites web de qualité traitant du thème abordé ici, merci de compléter l'article en donnant les références utiles à sa vérifiabilité et en les liant à la section « Notes et références ».
La Ligue de pensée française (1942) est une organisation d'intellectuels venus de la gauche et favorable à la collaboration avec l'Allemagne pendant l'Occupation.

## Histoire
La Ligue de pensée française a été créée le 30 novembre 1942 dans la mouvance du Rassemblement national populaire (RNP) de Marcel Déat.
La Ligue de pensée française est l'une des plus curieuses organisations politiques de la collaboration. Elle est en effet composée de militants et intellectuels issus de divers horizons de la gauche politique, syndicale ou associative (SFIO, ex-PCF, radicaux, CGT, SNI, Fédération nationale des directeurs d’école), laïcs (Fédération des œuvres laïques, Centre laïque des auberges de jeunesse), pacifistes, parfois francs-maçons (ce qui est paradoxal dans un groupe collaborationniste), voire d'anciens membres du Comité de vigilance des intellectuels antifascistes (CVIA).
Elle regroupe des proches de Déat parfois, rebutés par l'alignement systématique du RNP sur le parti national-socialiste allemand. En fait, Il s'agit d'une collaboration moins idéologique que pragmatique. Ses membres estiment que la France doit collaborer avec l'Allemagne pour obtenir en retour le rétablissement des institutions laïques et républicaines, ainsi qu'une bonne place dans l'Europe nouvelle, ce qui s'apparente à un soutien à la ligne de Pierre Laval, qui est en fait rapidement déçue, Hitler vouant la France à devenir essentiellement une colonie agricole, non un partenaire, dans le cadre de l'Europe nazie.
Compte tenu de ses positions initialement républicaines et de gauche, la LPF est globalement opposée au pétainisme, qualifié de « réactionnaire » (catholicisme, régionalisme, corporatisme, retour à la terre). Bien que reconnue comme appartenant à la Collaboration, la LPF est mal vue du petit monde collaborationniste puisqu'elle est soupçonnée d’être une forme de résurgence de la Ligue des droits de l'homme et de la Ligue de l'enseignement.
À ce titre, René Château, dirigeant de la LPF, est exclu du RNP en février 1943.

## Personnalités

### Dirigeants et membres notables[2]
- Fondateur et président : René Château (ENS, élève d'Alain, philosophe, député radical-socialiste à la gauche du parti (1936), membre du comité central de la Ligue des droits de l’homme (1931), franc-maçon (1935), membre du CVIA. Après 1940 : RNP, directeur de La France socialiste)
- Pierre Hamp (romancier, ancien socialiste SFIO exclu en 1927. Après 1940 : collabore à L’Effort et La France socialiste), vice-président
- Marcel Roy (secrétaire de la Fédération des métaux CGT), vice-président
- Francis Delaisi (militant pacifiste, écrit dans La Guerre sociale (1906) et la Vie ouvrière de la CGT, secrétaire général de l'Union Pan-Européenne (1927-1932), membre du comité central de la Ligue des droits de l’Homme (1935) et du CVIA. Après 1940, collabore au journaux liés au RNP : L’Œuvre, L’Atelier, Germinal, etc., économiste), vice-président
- Jacques Risler (directeur du laboratoire de recherches scientifiques), vice-président
- Raymond Le Maistre (du Secours national), vice-président
- Claude Jamet, secrétaire général,
- Jules Bureau (ancien secrétaire de la Fédération des instituteurs de la Seine), trésorier

Membres du comité central ou du comité d'honneur : 
- Michel Brille (avocat, ancien député, membre du RNP)
- Edouard Chaux (membre du RNP, président du Cercle européen)
- Marcel Braibant (conseiller général des Ardennes, spécialiste des questions agricoles).
- Jules Guyot (sculpteur)
- René Gérin (journaliste, membre du CVIA, pacifiste (appel du 10 septembre 1939). Après 1940, collabore à L’Œuvre de Marcel Déat).
- Robert Denoël, éditeur
- Lucienne Delforge, musicienne
- Gabriel Cognacq, homme d'affaires, membre de l'Institut
- André Salmon, homme de lettres
- Henry-Jacques, écrivain
- Auguste Savoie, syndicaliste, de la fédération de l'alimentation
- René de Robert (ingénieur agricole, ami personnel de Marcel Déat), directeur du Centre paysan.
- Camille Planche (ancien député SFIO de l’Allier, cofondateur et président de la ligue des anciens combattants pacifistes (1932-1939))
- Léon Émery, enseignant, etc.

### Autres membres et sympathisants
- Alain, philosophe, n'a pas adhéré à la Ligue de pensée française[3]
- Claude Jamet, ENS, secrétaire de la SFIO de la Vienne, membre du CVIA. Après 1940, collabore à La France socialiste et Germinal.
- Henri Clerc, éditorialiste à L’Œuvre, CGT.
- Robert Denoël, éditeur, assassiné en 1945.
- Robert Jospin, SFIO pacifiste.